# Lackagh
Lackagh (engelska: Lacagh, Lackaghbeg) är en ort i republiken Irland.   Den ligger i grevskapet County Galway och provinsen Connacht, i den centrala delen av landet, 170 km väster om huvudstaden Dublin. Lackagh ligger 29 meter över havet och antalet invånare är 504.
Terrängen runt Lackagh är platt, och sluttar västerut. Runt Lackagh är det ganska tätbefolkat, med 52 invånare per kvadratkilometer. Närmaste större samhälle är Galway, 15,4 km sydväst om Lackagh. Trakten runt Lackagh består i huvudsak av gräsmarker.